# Drago Mlinarec
Drago Mlinarec (Zagreb, 14. prosinca 1942.), hrvatski je glazbenik, tekstopisac i skladatelj.
Glazbenu karijeru počinje 1962.g. u sastavu "Jutarnje zvijezde". Nakon toga osniva "Grupu 220" koja uskoro postaje najpopularniji rock sastav na području bivše Jugoslavije. U prosincu 1966. snimaju skladbu "Osmijeh", koju je Mlinarec napisao još u Jutarnjim zvijezdama, skladba postiže veliki uspjeh i postaje prvi autorski hit domaće rock glazbe. Mlinarec je u svom dugogodišnjem glazbeno radu dobi mnoga priznanja, a neka od njih su; Vjesnikova nagrada "Josip Štolcer Slavenski",  "Stari mačak" za doprinos hrvatskoj rock glazbi i nagradu "Porin" za životno djelo.

## Životopis
Drago Mlinarec rođen je 14. prosinca 1942.g. u Zagrebu. U jesen 1962. sa svojim prijateljem klavijaturistom Braneom Lambertom osniva sastav "Sputnjici" ali mu ubrzo mijenjaju naziv u "Vampir" i na kraju u "Jutarnje zvijezde". U tom vremenu Drago Mlinarec radi kao kemijski tehničar, studira i bavi se glazbom.
S višegodišnjim glazbenim iskustvom 1966. osniva sastav "Grupa 220". Uspjeh su postigli vrlo brzo, kada su dva mjeseca nakon utemeljenja izdali skladbu "Osmijeh", koja je postala veliki hit na području bivše Jugoslavije. Nakon toga objavljuju singl "Petar Pan", koji dolazi na drugo mjesto jugoslavenskih Top lista između "The Last Waltz" od Engelberta Humperdincka i "Hello, Goodbye" od The Beatlesa. S Grupom 220 ostaje sve do 1971.g., kada počinje solo karijeru. Objavljuje svoj prvi solo album A ti se ne daj, koji je prvo trebao biti materijal sastava 220, ali se tijekom snimanja odlučilo da izađe kao prvijenac Drage Mlinarca. Na snimanju albuma sudjelovali su Husein "Hus" Hasanefendić, Ivan "Piko" Stančić, Nenad Zubak i Brane Živković, dok je producent bio Fran Potočnjak. Materijal za album Mlinarec je pisao od 1966. – 1970., a na ploči se našla tema "Posmrtna osveta", koju je napisao davne 1888. Rikard Katalinić Jeretov. Na albumu se nalazi obnovljena verzija skladbe "Grad" od sastava Grupa 220, a najbolje kod publike prolaze skladbe "Ja sam feniks" i "Pop pjevač". Nakon odsluženja vojnog roka (1968. – 1970. JNA), krajem 1971.g., Mlinarec počinje raditi u kazalištu za koji će vezati veći dio svoje buduće glazbene karijere. Sudjeluje u dječjoj predstavi "Bajka o kneževiću Sveboru", gdje je autor glazbe i glumi putujućeg glazbenika. Kao autor glazbe, Mlinarec sudjeluje u još mnogim kazališnim produkcijama od kojih su neke; "Život je san", "Hvarkinja", "Vrtuljak ljubavi", "Robinja", "Pozdravi", "Klitemnestra", "Kako je Odisej susreo Kiklopa", "Povratak Arlequina" i druge. Najčešće je nastupao s kazališnom skupinom "Pozdravi" Ivice Boban, s kojom je gostovao po čitavom teritoriju bivše Jugoslavije, Europe i Južnoj Americi. U predstavi "Magbet", zagrebačkog dramskog kazališta Gavella, izvode Shakespearov sonet "Sit svega toga" za monodramu "Gospođe Glembajeve". U sarajevskom Narodnom kazalištu snimaju skladbu "Naše je kao kuća stara" po tekstu Miroslava Krleže i glazbi Pere Gotovca. U ljeto 1973. piše glazbu i sudjeluje u predstavi "Hvarkinja", koja je odigrana u starom hvarskom kazalištu. Zajedno s Ibricom Jusićem sudjeluje na dubrovačkim ljetnim igrama u predstavi "Kristofor Kolumbo" od Krleže. Za tu priliku okupljen je sastav kojeg uz Mlinarca čine još i Ivica Kiš, Jadranko Budić i članovi sastava "Spektar". Istog ljeta nanovo s Jusićem sudjeluje u predstavama "Soneti Williama Shakespeara" i "Edvard II kralj Engleske".

### 1970-e
U proljeće 1972. novi rock sastav "Time", poziva Mlinarca da nastupi zajedno s njima na zagrebačkom koncertu. On prihvaća poziv i na sceni se pojavljuje kao akustičar, a prati ga Ivica Kiš, koji je pisao tekstove za "Grupu 220" i predvodio sastav "Legija strasti". Tijekom 1970-ih Drago Mlinarec bio je jedan od najangažiranijih pojedinačnih glazbenika rock scene toga desetljeća. U travnju 1972.g. zajedno s Tomažom Domiceljom i Ivicom Kišom sudjeluje na "BOOM" festivalu u Ljubljani. Na festivalu pored ostalih izvode Mlinarčevu skladbu "Skladište tišine" i Kišovu "Kaj god blues". Obje snimke nalaze se na uživo albumu BOOM 72. Nedugo nakon toga sklada glazbenu temu za emisiju "Serija koje nema" beogradske TV kuće, a tom prilikom premijerno izvodi skladbu "Kule od riječi". Ljeto 1972. provodi u planinama gdje piše većinu svoga sljedećeg albuma Pjesme s planine, kojeg objavljuje iste godine. Materijal snimaju uz Dragu Mlinarca (vokal, akustična gitara, usna harmonika), još i Nenad Zubak (bas-gitara), Srecko Zubak (klavijature), Jadranko Budić (električna gitara, prateći vokali) i Ivan "Piko" Stančić (bubnjevi). U skladu sa stilom progresivnog rocka, naslovna skladba traje deset minuta, dok "Dijete zvijezda" traje gotovo dvanaest minuta. Album glazbenim stilom podsjeća na sastav "Time" ali isto sa svojim elektronskim fazama na kvartet "Crosby, Stills & Nash (and Young)". Promociju albuma ima na "BOOM" festivalu 1973.g., gdje ga prate na gitarama Jadranko Budić i Veselin Oršolić, Mladen Baraković na bas-gitari na orguljama Julije Njikoš i bubnjevi Peco Petej. U narednom periodu zajedno s Ivicom Kišom redovno nastupa po raznim klubovima i nastavlja rad u kazalištu. Za predstavu "Pozdravi" Eugenea Ionesca piše glazbu i dodaje nešto teksta. U jesen 1974. nastupa po studentskim domovima s glazbenicima Nevenom Frangešom, Davorom Rokom i Draganom Brčićem, pod nazivom "Dijete Zvijezda". S ovim sastavom i uz pomoć Husa, Nenada Zubka i Jurice Pađena, snima svoj treći LP Rođenje, koji izlazi u ožujku 1975. Materijal na albumu se sastoji od nekih njegovih ključnih skladbi "Helena lijepa i ja u kiši", "Pjesma o djetinjstvu" i "Kule od riječi". Skladba "Jur nijedna na svit vila" dolazi iz predstave "Hvarkinja", a nastaje po tekstu pjesnika Hanibala Lucića. Na ploči se također nalazi tema iz predstave "Pozdravi". Ovim albumom Mlinarec započinje suradnju s Nevenom Frangešom, koja će se nastaviti i na sljedećem izdanju. Nakon objavljivanja albuma pokreće turneju zajedno s "Pozdravima", kada nakon završetka predstave održava koncert. Mlinarec, Tomaž Domicelj, Ivica Percl i Srđan Marjanović u jesen 1975. odlaze na kraću turneju pod nazivom "Četvorica za mir". Nakon toga Mlinarec zajedno s "Pozdravima" odlazi na svjetsku turneju, a nastupaju po Italiji, Francuskoj, Španjolskoj, Poljskoj, bivšem SSSR-u, Venezueli, Kolumbiji, Panami, Gvatemali i Meksiku.
Godine 1976. piše glazbu za predstave "Povratak Arlequina", "Kako je Odisej susreo Kiklopa" i "Klitemnestra". Bavi se skladanjem glazbe za dječje filmove "Zec" i "Pričamo priču". Iste godine u jesen kreće na seriju koncerata po zagrebačkim sveučilištima, a pred kraj godine sudjeluje na festivalu revolucionarnih i rodoljubnih pjesama, na kojemu izvodi skladbu "Domovina" po tekstu Janeza Menarta i Zvonimira Goloba i glazbe Arsena Dedića.
U travnju 1977. organizira samostalni koncert u zagrebačkoj dvorani Lisinski, na kojemu gostuje i Arsen Dedić. Već sljedećeg dana isti koncert ponavlja u novosadskom studiju "M" i tom priliko snima skladbu "Dijete zvijezda". Skaldba je objavljena na dvostrukom uživo albumu Randevu s muzikom (Jugoton 1977.), koji izlazi povodom dvadeset godina istoimene radio emisije iz Novog Sada.
Iste godine izdaje svoj sljedeći album Negdje postoji netko, kojega objavljuje diskografska kuća Jugoton. Producent je Neven Frangeš, a čitavi album realizira ekipa stalnih glazbenih suradnika. Ovim albumu Mlinarec pravi glazbeni prijelaz svoje dotadašnje karijere sa skladbama "Polja", "Zelen k'o zelena trava" kojom razmišlja o budućnosti i latino hitu "Caracas", koji je nastao pod utiskom putovanja po Latinskoj Americi.
Sljedeći LP izlazi 1978.g. pod nazivom Sve je u redu, a izdaje ga diskografska kuća Jugoton. Produkciju radi sam s Nevenom Frangešom, a album se sastoji od osam skladbi od kojih se neke zapaženije "Mora da sam bio mlad", "Svi sve znaju" i "Glas s broja 514 913".
Seriju izdavanja albuma nastavlja 1979. kada objavljuje novi LP Tako lako, kojeg snima u Švedskoj u koprodukciji s Tini Vargom. Ovim albumom vraća se u cijelosti rock žanru, a na materijalu uz švedske glazbenike sudjeluju Eduard Matešić (gitara), Hrvoje Marjanović (klavijature) i Tini Varga (bas-gitara i većena gitara). LP se sastoji od njegovih osobnih priča u skladbama "Stranac", "San", "Nostalgija" i "Ovce". Prije objavljivanja albuma Mlinarec je napravio seriju koncerata, a pratili su ga Tin Varga, Nenad Zubak, Eduard Matešić i Vojmir Roša. S Tinom Vargom realizira i osobnu antologiju na kompilacijskom albumu Sabrano, koji izlazi 1980.g.

### 1980-e
Početkom '80-ih Mlinarec radi na produkciji debi albuma zagrebačkog rock sastava Azra, zbog čega je dobio brojne negativne kritike. Nakon toga radi na produkciji debi albuma Na krivom mjestu (Suzy 1984.), sastava "Mali Ašov"  i Pravovjerni plesač (Suzy 1986.) sastava "Zvijezde".
U ljeto 1982.g. snima svoj sljedeći album Pomaknuto u Švedskoj, a objavljuje ga početkom sljedeće godine. Produkciju nanovo radi Tini Varga, a na snimanju sudjeluju švedski glazbenici i Josip Kraš (klavijature), dok je Mlinarec svirao bas-gitaru. Ovim albumom Mlinarec je prvi puta zvučao odsutno i glazbeno hladan.
Nakon duže pauze, glazbeno počinje djelovati 1986. kada nastupa s članovima sastava "Le Cinema". Početkom 1987.g. u Vrbiku se održava koncert "Grupe 220", povodom dvadeset godina od njihovog osnivanja i tom prilikom izdaju kompilacijsku album Originali 1967/68 s njihovim najboljim hitovima. U to vrijeme Mlinarec se seli u dolinu Sutle u Bijelu Goricu i polako se povlače iz javnog života. 1987.g. dobiva Vjesnikovu nagradu "Josip Štolcer Slavenski" za kompletan glazbeni doprinos.

### 1990-e
1992.g. snima skladbu "Sjećanje", koja je kasnije dodana na projekt Rock za Hrvatsku. Mlinarec se u glazbeni svijet na kratko vraća 1994.g., kada izdaje kazetu Analog. Materijal je snimio zajedno s Aldom Ivančićem iz sastava "Borghesia". A-strana albuma donosi instrumentalnu glazbu, dok se na B-strani nalaze tri akustične skladbe koje kao da su nastale u vrijeme njegove rane glazbene karijere. Dvije skladbe je skladao po tekstu Miroslava Krleže.
1996.g. objavljuje svoj kompilacijski album Krhotine, koji sa šesnaest skladbi pokriva čitavu njegovu glazbenu karijeru. Ovaj box set, inače je i prvo izdanje Drage Mlinarca koje izlazi na CD-u. Na kompilaciji se nalazi koncertna verzija skladbe "Kaj god blues", koja je snimljena u Koprivnici 20. veljače 1992.g. Na tom koncertu s njim sviraju Saša Novak Radulović - Sale (gitara), Marino Pelajić (bas-gitara) i Ivan "Piko" Stančić (bubnjevi). Album Krhotine 1997.g. nagrađen je nagradom "Porin". Glazbeno je sudjelovao u igranim i dokumentarnim filmovima ("Protesta" Fadila Hadžiča iz 1967. i "Blagajnica ide na more" Dalibora Matanića iz 2000.) i radio dramama. Bavi se skladanjem i slikanjem, a 2002. objavljena mu je knjiga "Drago Mlinarec: Pjesme".

### 2000-te
2005.g. Mlinarec izdaje svoj drugi box set Krhotine 2005. Na albumu se nalazi nova skladba "Drums in 3 FUN", koja je napisana za kazališnu predstavu Micheala de Ghelderodea; "Kristofor Kolumbo", a Mlinarec ju je skladao 2001.g. Samo objavljivanje albuma povezano je s dodjelom "Porina", kojeg Mlinarec te godine dobiva za životno djelo. Objavljuje ga diskografska kuća "Croatia Records" i na njemu se nalazi četrnaest skladbi.
2007. izlazi kompilacijski album The Ultimate Collection na kojemu se nalazi 48 skladbi, a one zaokružuju čitavu njegovu samostalnu glazbenu karijeru ali i karijeru s "Grupom 220". Na prvom mjestu dvostrukog albuma zasluženo se nalazi legendarna i besmrtna skladba "Osmijeh" iz 1967, s kojom su odmah nakon objavljivanja postali vrlo popularni. Izlazi kao dvostruki CD, objavljuje ga diskografska kuća "Croatia Records".

### 2010-e
2007.g. izlazi box set Kolekcija u izdanju "Croatia Recordsa". Na njemu se nalaze svi studijski solo albumi Drage Mlinarca na osam CD-a  (izvorno objavljeni sedamdesetih i osamdesetih godina 20. stoljeća za "Jugoton"). Albumi su digitalno remasterizirani, a u kartonskoj kutiji osim albuma nalazi se i knjižica na 136 stranica s informacijama o albumima, fotografijama, esejem Dražena Vrdoljaka te dužim autobiografskim tekstom samog Mlinarca.

## Nagrade
- "Josip Štolcer Slavenski" - Vjesnikova nagrada za glazbeni doprinos (1987.)
- "Porin" - za kompilaciju Krhotine (1997.)
- "Stari mačak" -  za "seniorski" doprinos hrvatskoj rock glazbi (1998.)
- "Porin" - za životno djelo (2005.)

## Diskografija

### Singlovi i EP
S Grupom 220
- "Kad bih bio Petar Pan" (Jugoton 1967.)
- "Osmijeh" (Jugoton 1967.)
- "Prolazi jesen/Plavi svijet" ‎(Jugoton 1968.)
- "Prva ljubav/Povratak" (Jugoton 1971.)
- "Sivilo perona/Do viđenja, vještice" (Jugoton 1971).

Solo
- "Noćna ptica/U njegovom srcu" (Jugoton 1972.)
- "Caracas/Kule od riječi" (Jugoton 1977.)

### Albumi
S Grupom 220
- Naši dani (Jugoton 1968.)
- Originali 67/68 ‎(Jugoton 1987.) - kompilacija

Solo
- A ti se ne daj (Jugoton 1971. - LPY-V-S 50926)
- Pjesme s planine (Jugoton 1972. - LPVYS-60995)
- Rođenje (Jugoton 1975. - LSY-63002)
- Negdje postoji netko (Jugoton 1977. - LSY-68037)
- Sve je u redu (Jugoton 1978. - LSY-66057)
- Tako lako (Jugoton 1979. - LSY-66079)
- Sabrano (Jugoton 1980. -  LSY-66115) - kompilacija, "remake" ranije snimljenih pjesama
- Pomaknuto (Jugoton 1983. - LSY-63152)
- Analog (FV Založba 1994. ‎– FV 43)
- Krhotine (Croatia Records 1996. - CD D K 5050919) - kompilacija
- Krhotine 2005 (Croatia Records 2005.) - kompilacija
- Kolekcija (Croatia Records 2011. - CD 5936268) - kompilacija (box set)

S Grupom 220 i solo
- The Ultimate Collection (Croatia Records 2007.) - kompilacija

## Vanjske poveznice
- Diskografija Drage Mlinarca
- Životopis Drage Mlinarca